# Nền (địa chất)
Trong địa chất học, một nền là một khu vực lục địa được che phủ bằng các địa tầng, chủ yếu là  bằng phẳng hay hơi nghiêng và thuộc dạng trầm tích, nằm trên một móng gồm đá lửa hay đá biến chất vững chắc với sự biến dạng có sớm hơn. Các lớp đá nền, móng và khiên cùng nhau hợp thành các nền cổ.